# Gourbeyrella madininae
Gourbeyrella madininae är en skalbaggsart som beskrevs av Fortuné Chalumeau och Touroult 2004. Gourbeyrella madininae ingår i släktet Gourbeyrella och familjen långhorningar.
Artens utbredningsområde är Martinique. Inga underarter finns listade i Catalogue of Life.